# Aarupskolen
Aarupskolen er en folkeskole beliggende i Aarup på Fyn, Danmark. Skolen tilbyder undervisning fra børnehaveklasse til 9. klasse og lægger vægt på trivsel, bevægelse og læring. Aarupskolen er en del af Assens Kommune.
Der er plads til ca. 600 elever på Aarupskolen.

## Historie
Aarupskolen blev indviet den 17. august 1968. I de efterfølgende årtier har skolen været en central institution i lokalsamfundet og gennemgået flere moderniseringer og tilpasninger i takt med ændringer i undervisningssektoren. 
I 2018 markerede skolen sit 50-års jubilæum med en stor fejring, hvor der blev afholdt åbent hus og arrangementer for tidligere og nuværende elever, forældre og medarbejdere. Festlighederne bød på optrædener, fællesskab og mulighed for at genopleve skolens historie gennem billeder og aktiviteter.